# Тум (річка)
Тум (рос. Тум) — невелика річка в Ярському районі Удмуртії, Росія, права притока Чепци.
Бере початок на Верхньокамській височині, серед тайги. Протікає на південний захід, впадає до річки Чепца навпроти села Яр. В нижній течії протікає через Тумське болото, де знаходяться поклади торфу.
Тум має декілька дрібних приток:
- права — Юскаїл
- ліві — Чемошурка, Баяранка, Чапшур

На річці розташовані села Тум та Козаково, через річку збудовано 2 мости — біля сіл Козаково та Озерки.